# Евтим Цеков
Евтим (Ефтим) Цеков, наричан Чифлишки, Чифлички или Василев, е български революционер, малешевски войвода на Вътрешната македонска революционна организация.

## Биография
Евтим Цеков е роден през 1879 година в малешевското село Чифлик или в 1890 година в Будинарци, тогава в Османската империя. Негов братовчед е войводата Пандо Струмишки. Получава гимназиално образование и се присъединява към ВМРО. След 1920 година става малешевски войвода и води сражения със сръбски части. През юли 1924 година е делегат на Струмишкия окръжен конгрес и е избран за член на окръжния комитет.
Заедно с четите на Георги Въндев и Дончо Христов провеждат наказателна акция през февруари 1925 година в Малешевско и Радовишко срещу сръбската власт, в отговор на нейни изстъпления срещу местното население. Участва като делегат на конгреса на ВМРО в Сърбиново през 1925 година. Евтим Цеков установява връзки с дейците на федеративното крило на македонското освободително движение. Неговият другар Димитър Радев, който дълго време го шпионира в полза на Иван Михайлов, свидетелства срещу него. Назначеният съд в състав Петър Шанданов, Кръстан Поптодоров и адвокатът Георгиев от Петрич решава Евтим Цеков да изпълни задача за реабилитация към ВМРО, като отказва да му даде смъртна присъда. Според Петър Шанданов в крайна сметка ЦК и ЗП на ВМРО взимат решение екзекуцията му да бъде изпълнена, но към 1928 година Евтим Чифлишки живее в Брезница. След убийството на Александър Протогеров с Чифлишки се свързва близкия му приятел Михаил Шкартов за действия срещу хората на Иван Михайлов, Чифлишки е разконспириран и от страх бяга в София.